# والرونا
والرونا (انگلیسی: Valrhona) شرکت صنایع غذایی فرانسوی است، که در سال ۱۹۲۲ تأسیس شد.